# 岡山県ドクターヘリ
岡山県ドクターヘリは日本のドクターヘリ事業の一つである。

## 概要
2001年4月1日から岡山県の補助のもと川崎医科大学で行われている、ドクターヘリ事業である。日本で初めて就航したドクターヘリでもある。

## 機体
川崎重工業のBK117C-2型、C-1型が使用され、セントラルヘリコプターサービスが業務委託を行っている。BK117は世界各国でも救急医療用に使用されている機種である。

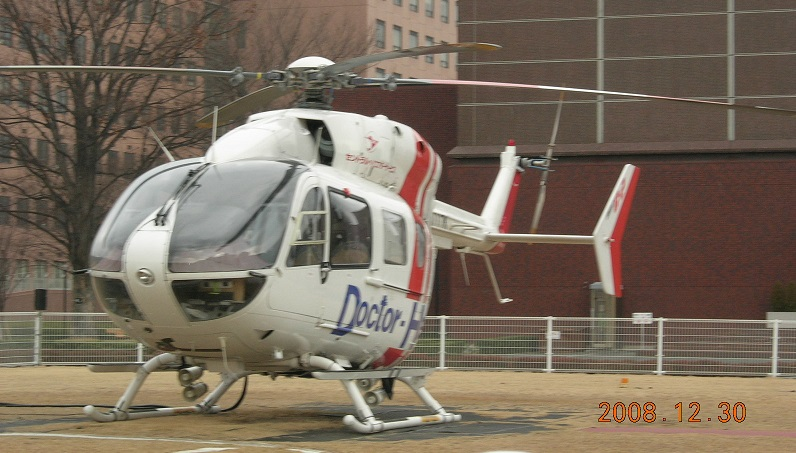
岡山県ドクターヘリの機体

## 基地病院
基地病院は川崎医科大学附属病院である。同院では就航するまでの長期にわたり、日本におけるドクターヘリの効果について研究が行われていた。

## 運航会社
ドクターヘリの操縦、整備、運航管理などの運航業務はどのドクターヘリでも外部委託が基本で、岡山県ドクターヘリでは川崎重工系列のセントラルヘリコプターサービスが受託している。

## スタッフ
医師(フライトドクター) 1〜2名、看護師(フライトナース) 1名、機長、整備士(右2名は運航会社のスタッフ)が搭乗して運行される。また院内の運行管理室ではCS(コミュニケーション・スペシャリスト)が運行管理を行う。

## 患者の付き添い
ドクターヘリの患者の付き添いの搭乗は、岡山県では医師の判断によるとしている。

## 運航時間
午前9時から午後5時まで、365日運航されている。

## 運航範囲と着陸場所
岡山県全域、広島県東部地域、兵庫県西部地域、瀬戸内海の島々等に681箇所の臨時ヘリポートがある。運航範囲も基本的にこの範囲である。

## 患者の搬送先
基地病院の他、救命救急センターを中心に、医師が飛行可能な範囲で決める。運行要領には基本的な搬送先が例示されている。
記述されている搬送先は　総合病院岡山赤十字病院、岡山済生会総合病院、倉敷中央病院、津山中央病院、岡山大学病院である。これ以外にも搬送する。

## 運航実績
年間300件以上出動している。これはドクターヘリとしては多いほうで、理想的な出動件数である。
一例として下に令和2年度の実績を示す。
- 運航件数＝396件
- 総飛行距離＝29,952.8km
- 総飛行時間＝179時間3分